# Зборов (Ровненская область)
Зборов (укр. Зборів) — село в Острожецкой сельской общине Дубенского района Ровненской области Украины.
До 2020 года входило в Млиновский район.
Население по переписи 2001 года составляло 27 человек. Почтовый индекс — 35113. Телефонный код — 3659. Код КОАТУУ — 5623886803.